# TA Siedlungsabfall
Die TA Siedlungsabfall (TASi) vom 14. Mai 1993 war die dritte allgemeine Verwaltungsvorschrift zum Abfallgesetz. Ihre Regelungen traten am 1. Juni 2005 nach 12 Jahren Übergangsfrist vollständig in Kraft. Sie wurde mit Wirkung zum 16. Juli 2009 durch die Allgemeine Verwaltungsvorschrift zur Aufhebung von Verwaltungsvorschriften zum Deponierecht vom 27. April 2009 außer Kraft gesetzt.
Anlass für die Vorschrift war ein starker Anstieg der Abfallmengen sowie der bereits erkennbaren Umweltschäden aus der Ablagerung unvorbehandelter Siedlungsabfälle: mangelhaft betriebene Deponien gefährdeten das Grundwasser durch belastetes Sickerwasser und ließen klimaschädliches Deponiegas ins Freie entweichen.
So wurde als wichtigster Grundsatz der TASi das Ablagern jeglicher Abfälle, die noch wesentlichen Zersetzungsprozessen unterliegen, ab dem 1. Juni 2005 bundesweit verboten. Solche Abfälle, wozu auch Hausmüll zählt, mussten zunächst durch eine geeignete Vorbehandlung in inerte Substanzen umgewandelt werden, die im Deponiekörper keine wesentlichen Aktivitäten zeigen. Reine Hausmülldeponien wurden damit unwirtschaftlich, was zur Schließung einer erheblichen Anzahl von Deponien in Deutschland führte.
Nach den strengen Anforderungen war Siedlungsabfall zunächst nur noch als Schlacke deponiefähig, die als Endprodukt der Müllverbrennung anfällt, d. h. die Müllverbrennung stellte zunächst die einzige zulässige Form der Vorbehandlung dar. Seit dem 1. März 2001, dem Tag des Inkrafttretens der Abfallablagerungsverordnung (AbfAblVO) vom 20. Februar 2001, war nach langen Verhandlungen von Bund und Kommunen als Alternative zur Müllverbrennung auch eine mechanisch-biologische Behandlung genehmigungsfähig.
Auch wenn die Abfallablagerungsverordnung als Fortschreibung der TASi anzusehen war, behielt diese bis zum 16. Juli 2009 ihre Bedeutung, da Vorschriften der Abfallablagerungsverordnung auf bestimmte Regelungen der TASi verwiesen.